# Rovaltain
Rovaltain est le parc d'activités construit autour et à partir de la gare de Valence TGV,  à environ 10 kilomètres au nord du centre-ville de Valence (Drôme). Les aménagements du parc d'activités Valence TGV portent sur 162 ha constitutifs d'une ZAC (Zone d'aménagement concerté) au cœur de la Communauté d'agglomération Valence Romans Agglo. 
Le parc d'activités de Rovaltain se situe sur les communes d'Alixan et de Châteauneuf-sur-Isère entre les pôles urbains de Valence et Romans-sur-Isère. C'est un des parcs d'activités de Valence Romans Agglo.

## Historique
- 1994 : Création du syndicat mixte d’aménagement Rovaltain – 19 communes membres (Président : Roger LERON)
- 1998 : Création de la ZAC de la Correspondance et premières acquisitions foncières
- mars 2000 : Henri  BERTHOLET, maire de Romans-sur-Isère, succède à Roger LERON à la présidence de Rovaltain
- 10 juin 2001 : Inauguration de la gare TGV-TER de Valence
- décembre 2003 : Rovaltain engage les premiers travaux d’aménagement du parc d’activités sur 24 hectares
- avril 2004 : Le syndicat obtient la certification ISO 14001
- avril 2005 : Inauguration du premier bâtiment d’activités : Energie SDED
- 24 janvier 2010 : Gérard CHAUMONTET, vice-président du département de la Drôme chargé de l’économie, est élu président de Rovaltain.
- juin 2015 : Laurent MONNET, adjoint à la Mairie de Valence, est élu président du syndicat Rovaltain.
- janvier 2017 : le syndicat mixte d'aménagement Rovaltain intègre la Communauté d'agglomération Valence Romans Agglo

## Présentation
Au croisement de deux axes majeurs de communication - la vallée du Rhône et le sillon alpin - le parc d'activités Rovaltain se développe sur 160 hectares autour de la Gare Valence TGV, dont 51 sont d'ores et déjà aménagés. Facilement accessible par le TGV depuis les grandes agglomérations françaises (Lyon 35 min, Marseille 1 h, Paris 2h10), il constitue un lieu d'implantation pour les entreprises recherchant un environnement dynamique entre les agglomérations de Valence et Romans-sur-Isère. 
Il est positionné sur l'accueil d'entreprises des domaines de l'économie verte, de la santé environnementale, du numérique et de la R&D.
Rovaltain accueille à ce jour de l'ordre de 125 entreprises soit 2000 emplois répartis dans plus de 25 bâtiments construits depuis 2005. 
- le Quartier de la gare (12 ha), à Alixan
- le Quartier de la Correspondance (17 ha) en front de Gare Valence TGV, à Alixan
- le Quartier du 45e parallèle (22 ha), sur Châteauneuf-sur-Isère

La ZAC porte sur une SHON totale de 620 000 m2 d'activités. Environ 100 000 m2 sont construits à ce jour.
Pour favoriser l'implantation d'entreprises, le site internet de Rovaltain dispose, depuis janvier 2017, d'un outil de recherche de locaux/ terrains disponibles.

### Un projet urbain et économique
Le développement de Rovaltain est identifié depuis 1999 comme l'un des sites à enjeux de Rhône-Alpes en termes de rayonnement économique attendu. 
Les enjeux de l'aménagement portent sur la construction d'un quartier dédié à l'activité économique autour d'une gare TGV TER au cœur de Valence Romans Agglo. Le parc d'activités se développe selon  un modèle urbain fonctionnel et durable articulant les problématiques foncières, architecturale et paysagère, de mobilité et d'accessibilité, de qualité environnementale et de performances énergétiques des réseaux et des bâtiments. 
Il s'appuie sur un positionnement affirmé dans la formation, la recherche et l'innovation au service du développement durable. Cette exigence forte et permanente a attiré de nombreuses entreprises spécialisées dans les éco-activités.

### La plateforme scientifique de Rovaltain
Les acteurs publics accompagnent depuis 2007 la structuration et le développement d'une plate-forme de recherche et d'expertise sur la Toxicologie environnementale et l'Ecotoxicologie. Cet équipement de 13600m² comprend des enceintes sous environnement contrôlé, des plateaux analytiques, des laboratoires de recherche, une salle de conférence et des salles de formation. Il est labellisé PFMI (plate-forme mutualisée d'innovation).
La plateforme scientifique est structurée autour de 2 acteurs :
- la Fondation de Coopération Scientifique Rovaltain : Présidée par Dr Philippe Garrigues, directeur de recherche au CNRS, la fondation[3] a pour objectif de soutenir des programmes de recherche ciblés et pluridisciplinaires pour comprendre le devenir des contaminants dans l'environnement et leurs effets sur la santé. La mission principale de la Fondation est de tendre vers un monde sans pollution, ce qu’elle applique en soutenant la recherche en Santé et environnement, avec une forte coloration en Ecotoxicologie et Toxicologie environnementale, et en assurant la dissémination du fruit de ces recherches, vers le citoyen. La Fondation a également pour mission de créer du lien entre les différents acteurs de la sphère Santé-environnement (Chercheurs, Elus, Etudiants, Entreprises, Enseignants, Citoyens, Agriculteurs, Associations, Institutions…) afin de faciliter le dialogue et la mise en place de partenariats.
- La SAS Rovaltain Research Company , au capital majoritairement privé, qui exploite l'équipement scientifique.

### Un parc d'activités certifié ISO 14001
Dès 2003,  Rovaltain adopte une charte de politique environnementale et, en 2004, le parc d'activités obtient la certification Iso 14001 de son système de management environnemental. La charte et la certification formalisent le cadre d’intervention de l'aménageur en insistant sur l'innovation et en mettant en avant l'amélioration continue du système : les partis-pris d'aménagement des parcs d'activités autour de la Gare TGV/TER et les modes de construction des bâtiments sont choisis au regard de leurs impacts sur l'environnement.
La certification est renouvelée tous les 3 ans et en 2011, une charte de développement durable complète la charte de 2003 en élargissant les objectifs de Rovaltain pour prendre en compte les évolutions technologique, juridiques et sociales.

### De nombreux services pour les entreprises et les salariés
Le parc d'activités de Rovaltain dispose de nombreux services : 
- 4 restaurants
- 1 hôtel
- 1 crèche inter-entreprises
- 1 centre paramédical
- 1 potager partagé pour les salariés
- Ainsi que de nombreux équipements pour favoriser les mobilités alternatives (TGV, TER, Vélobox, bus, bornes électriques et hydrogène, stations d'autopartage)

### Chiffres Clés (2017)
- 130 entreprises,
- 2 100 emplois,
- 78 % d’emplois privés,
- 100 000 m2 bâtis depuis 2005
- 140 M€ investis par des porteurs de projet privés.

### Accessibilité
Le site est accessible par les transports en commun de la Citéa : 
- Bus : Citea lignes 14 (Saint-Marcel-lès-Valence - Gare TGV)
- Cars InterCitéa (+ d'autres réseaux dont les cars Région Express...).

Le site Rovaltain se trouve en bordure du périphérique valentinois (RN 532).
- 4 : Valence TGV – Rovaltain